# Pedro Varela Geiss
Pedro Varela Geiss (Barcelona, 9 de octubre de 1957) es un librero, escritor, ensayista, editor y publicista español, presidente entre 1978 y 1993 del grupo CEDADE y defensor de posturas negacionistas del Holocausto y del régimen nazi.

## Biografía
Nacido el 9 de octubre de 1957 en Barcelona, es hijo de Ángel Varela Marina, procedente de Manila (Filipinas), y de la catalana María Teresa Geis Arch. Su abuelo materno, Pedro Geis Bosch, era un importante fabricante textil en Tarrasa y en la década de 1930 había sido copropietario, junto a José María Cunill y otros, del diario Crónica Social, vinculado a la derecha católica y al carlismo.
En 1978 se convirtió en presidente del CEDADE, publicando material negacionista del Holocausto. En 1992 estuvo tres meses en prisión en Austria por pronunciar un discurso hitleriano. Anunció su renuncia a la dirección del CEDADE en enero de 1993. Tras disolverse el grupo, en 1994 fundó la librería Europa en Barcelona, donde también vendería literatura pro nazi.
En 1998 se inició un proceso judicial contra Varela, que fue condenado a cinco años de prisión por «apología del genocidio». En 2010 volvió a ser condenado a dos años y nueve meses de prisión por un delito «de difusión de ideas genocidas» y por otro de atentado «contra los derechos fundamentales y las libertades públicas garantizados por la Constitución». Varela, que había ingresado en la cárcel el 12 de diciembre de 2010, salió de esta el 8 de marzo de 2012.
En 2017 fue condenado en firme a tres meses de prisión por haber editado el libro Mein Kampf de Hitler antes de que expiraran los derechos de autor en 2015, aunque posteriormente se suspendió la ejecución de la pena y solo estuvo un mes preso en 2018.
Tras su condena en 2017, el filósofo y escritor Fernando Savater afirmó en Televisión Española que el encarcelamiento de Pedro Varela sería el caso más parecido al de un preso político en España.
En 2024 fue nuevamente condenado a un año y medio de prisión por un delito de odio y fue inhabilitado para la venta de libros y publicaciones, así como para labores de edición o docencia. Varela, que interpuso un recurso al Tribunal Superior de Justicia de Cataluña, expresó que se le estaba prohibiendo ejercer su profesión. Actualmente se dedica a dar conferencias.
En los últimos años se adhiere al identitarismo y se le observa cercanía a la ideología de la Tercera posición, sin embargo ha citado en numerosas ocasiones al teórico de la cuarta teoría política Aleksandr Duguin como una de sus influencias contemporáneas principales.
Se declara católico, abstemio y vegetariano.

## Libros
- Varela Geiss, Pedro (2000). Ética Revolucionaria. Asociación Cultural Ojeda. ISBN 978-8493139049.
- Varela Geiss, Pedro (2014). Cartas desde prisión: Pensamientos y reflexiones en la celda de un disidente. Ediciones Seneca. ISBN 978-8476330203.